# Burg Abensberg
Die Reste der Burg Abensberg befinden sind in der Stadt Abensberg am Aventinusplatz 6 im niederbayerischen Landkreis Kelheim. Die Wasserburg wurde im Kern im Mittelalter errichtet und wird als Bodendenkmal unter der Aktennummer D-2-7137-0248 im Bayernatlas als „untertägige mittelalterliche und frühneuzeitliche Befunde im Bereich des Schlosses in Abensberg, zuvor mittelalterliche Burg“ geführt. Ebenso ist sie unter der Aktennummer D-2-73-111-9 als denkmalgeschütztes Baudenkmal von Abensberg verzeichnet.

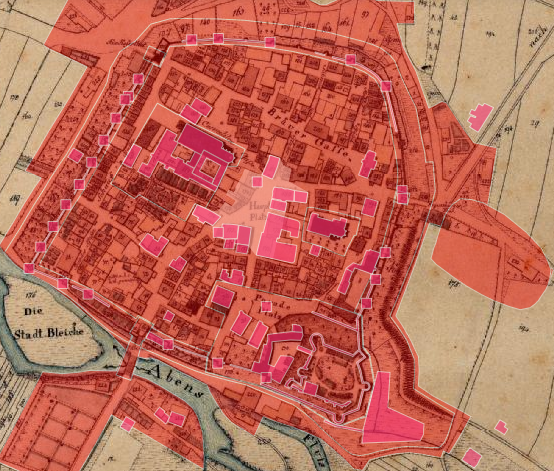
Lageplan der Burg Abensberg

## Beschreibung
Die Burg der Abensberger wurde 1256 erstmals genannt. Die Anlage befindet sich in der Südostecke der Stadt Abensberg. Sie ist 120 × 80 m groß; die östliche und die südliche Außenmauern waren Teile der Stadtbefestigung Abensberg.
Die etwa rechteckige Anlage der Vorburg wird von der Hauptburg durch einen tiefen Wassergraben getrennt. Eine dreibogige, aus Ziegeln erbaute Brücke verbindet die Vorburg mit der höher gelegenen Hauptburg, die ca. 60 × 60 m umfasst. An der Nord- und Westseite gibt es barocke Bauten, ehemalige Amtsgebäude mit Satteldächern. Der Flankierungsturm an der Nordostecke stammt aus dem 13./14. Jahrhundert. Am Südbering steht ein spätgotischer Halbrundturm, daneben ein Kopfbau mit Mansarddach. Von der Hauptburg sind nach den Zerstörungen während des Dreißigjährigen Krieges nur Reste des 13./14. Jahrhunderts erhalten. Die Grundmauern des 1436 erstmals urkundlich erwähnten Bergfrieds mit den Ausmaßen von 12,5 × 9 (oder 12,5) m der ehemaligen Burg wurden 1998 ergraben. Daran schloss sich die 1423 erwähnte doppelgeschossige Burgkapelle St. Nikolaus an, die aber bereits zu Beginn des 18. Jahrhunderts nicht mehr existierte. Ebenso sind Reste der Ringmauer, der Flankierungstürme, des Zwingers und ein Walmdachbau an der Südseite erhalten geblieben. Der Bering an der Süd-, Ost- und  Nordseite besteht im unteren Teil bis zu einer Höhe von 1,5 m aus Buckelquadern, diese fehlen auf der Westseite vollständig. Der Rest des Berings besteht aus Bruchstein. Ringsum in Burghofhöhe sind Wehrnischen mit Schlüsselscharten eingebrochen.

Die im 14. und 15. Jahrhundert entstandene Stadtbefestigung war mit der Burgbefestigung verbunden, die östliche und die südliche Außenmauern der Burg waren Teile der Stadtbefestigung Abensberg.

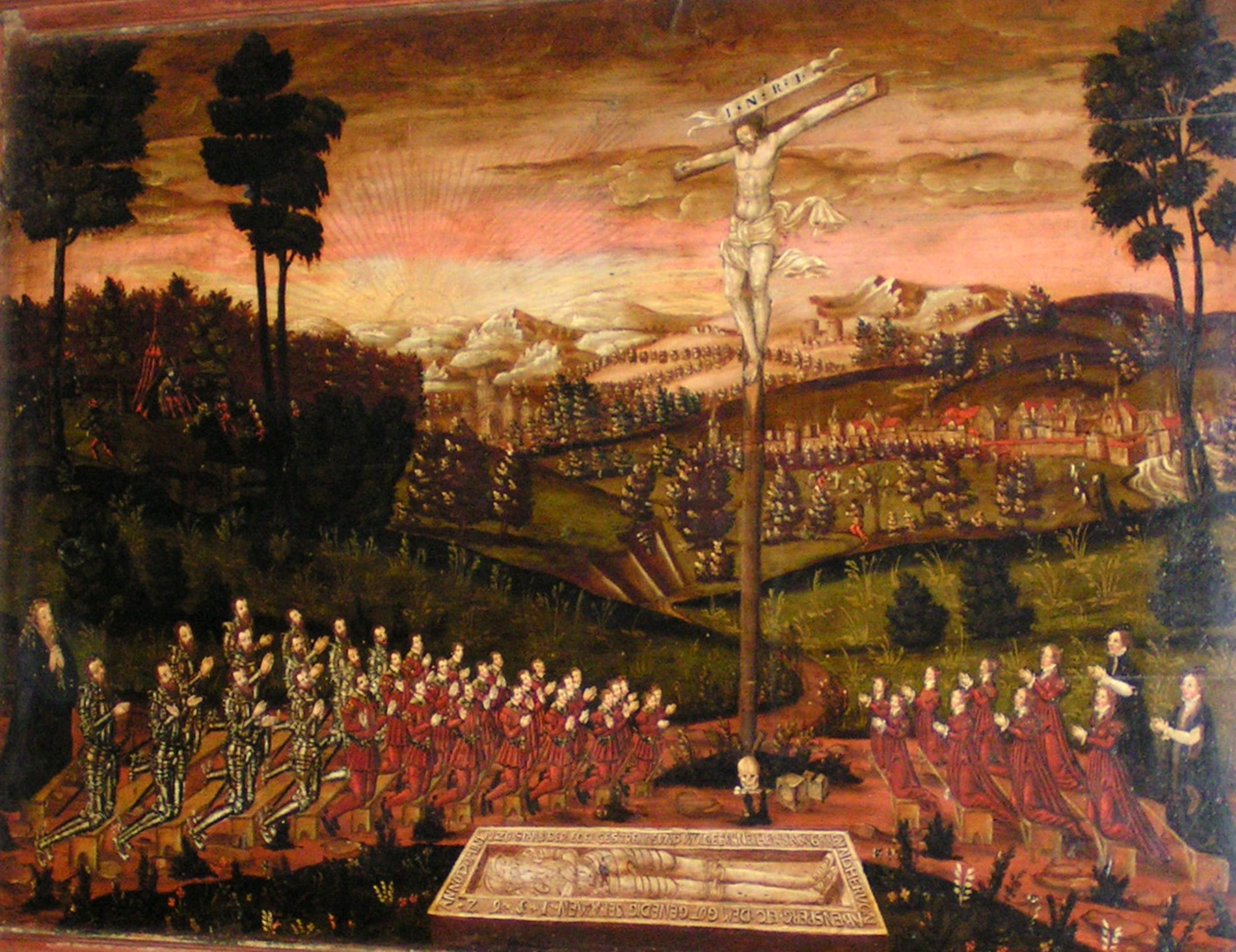
Graf Babo mit seinen 32 Söhnen und rechts seine zwei Frauen und seine acht Töchter (Stadtmuseum Abensberg)

## Geschichte
Die Abensberger Burg wird 1256 als „castrum Abensperch“ urkundlich erwähnt. Es ist aber davon auszugehen, dass hier bereits im 11. Jahrhundert ein Stammsitz der Babonen war. Der Stadtgründer Babo II. von Abensberg († 1080) soll 32 Söhne und acht Töchter hinterlassen haben und deshalb hat sein Nachfahre Ulrich III. von Abensberg (1322–1366) die Stadtbefestigung von Abensberg mit 32 Rund- und 8 Ecktürmen ausstatten lassen. Er hatte von Herzog Ludwig dem Brandenburger und dessen Bruder Stefan das Marktrecht und die Erlaubnis, die Siedlung mit Mauern und Gräben zu schützen, erhalten. Der letzte aus diesem Geschlecht war der 1484 durch Herzog Christoph ermordete Nikolaus von Abensberg. Abensberg fiel dann als Reichslehen an das Reich zurück, ging aber als Mitgift der Erzherzogin Kunigunde von Österreich durch ihre Heirat mit Albrecht IV. an die oberbayerischen Wittelsbacher über. Das Schloss Abensberg wurde  in der Folge von (kurfürstlichen) Pflegern bewohnt.
Zwischen 1585 und 1687 erfolgte im Gelände der Hauptburg der Umbau zu einem drei- oder vierflügeligen Schloss. Am Ende des 17. Jahrhunderts vernachlässigten die Behörden allerdings die Gebäude der Hauptburg. Renovierungen wurden nur im Bereich der Vorburg vorgenommen, in deren Gebäuden der Pfleger residierte. 1703 erfolgte im Zug des Spanischen Erbfolgekrieges eine Erhöhung und Ausbesserung der Ringmauer. Das Ende der Hauptburg war 1816, damals genehmigte die Regierung den Abbruch des hohen Gebäudes an der Südseite der Hauptburg.